# Vũ Xương
30°33′17″B 114°18′46″Đ / 30,55472°B 114,31278°Đ
Vũ Xương (tiếng Trung: 武昌区, Hán Việt: Vũ Xương khu) là một quận của thành phố Vũ Hán (武汉市), thủ phủ tỉnh Hồ Bắc, Cộng hòa Nhân dân Trung Hoa.
Tại nơi đây, ngày 10 tháng 10 năm 1911, Trung Quốc Đồng Minh Hội dưới sự lãnh đạo của bác sĩ Tôn Văn đã khởi xướng cuộc Khởi nghĩa Vũ Xương đưa đến cuộc Cách mạng Tân Hợi, chấm dứt chế độ quân chủ ở Trung Quốc. 